# Lady Gaga
Stefani Joanne Angelina Germanotta, bolj znana pod psevdonimom Lady Gaga, ameriška pop pevka, tekstopiska, glasbena producentka, poslovnica in plesalka, * 28. marec 1986, New York, New York, Združene države Amerike.
Na rock glasbeni sceni je začela nastopati v letu 2003, ko je nastopila v Lower East Sideu v New York City-ju, nato pa se je začela šolati na Tisch School of the Arts na univerzi v New Yorku. Kmalu je podpisala pogodbo z založbo Streamline Records, katere matična založba je Interscope Records. V prvih letih je delovala pri založbi Interscope kot tekstopiska za ustvarjalce te založbe, s čimer je pritegnila pozornost glasbenika Akona, ki je spoznal njene vokalne sposobnosti in jo prepričal, da je podpisala pogodbo z njegovo založbo Kon Live Distribution.
Lady Gaga je zaslovela ob izidu svojega prvega glasbenega albuma, The Fame (2008), ki je doživel velik komercialni uspeh in dosegel svetovno popularnost s singloma »Just Dance« in »Poker Face«. Album je dosegel prvo mesto na glasbenih lestvicah v šestih državah, se uvrstil med prvih deset albumov v vseh državah, kjer je izšel in zasedel prvo mesto na lestvici Billboard Dance/Electronic Albums, medtem ko je na lestvici Billboard 200 v Združenih državah Amerike pristal na drugem mestu. Podoben uspeh je doživel tudi njen EP, The Fame Monster (2009), ki je vseboval dva izmed njenih najuspešnejših singlov, in sicer »Bad Romance« in »Telephone« ter s katerim je pričela svojo drugo samostojno oziroma prvo svetovno turnejo, The Monster Ball Tour, samo dva meseca po zaključku prve turneje, The Fame Ball Tour. Njen drugi glasbeni album, Born This Way, je izšel leta 2011.
Lady Gaga je za svoje vzornike citirala rock glasbenike kot so David Bowie in Queen ter tudi pop pevci kot Madonna in Michael Jackson, sama pa je najbolj prepoznavna po svojem nenavadnem občutku za stil kot glasbenica, v modi, na nastopih in v svojih videospotih. Prispevek h glasbeni industriji ji je prislužil mnogo nagrad in nominacij, vključno z dvema Grammyjema in dvanajstimi nominacijami za to nagrado; dva rekorda v Guinnessovi knjigi rekordov; njeno prodajo pa ocenjujejo na petnajst milijonov prodanih albumov in enainpetdeset milijonov prodanih singlov po vsem svetu. Revija Billboard jo je leta 2010 imenovala za »Ustvarjalko leta« in ji dodelila triinsedemdeseto mesto na lestvici »100 ustvarjalcev iz 2000. let«. Lady Gaga je bila vključena na lestvico najvplivnejših ljudi na svetu Time 100 revije Time in na lestvico »100 najvplivnejših slavnih osebnosti na svetu« revije Forbes. Revija Forbes jo je uvrstila tudi na sedmo mesto svojega seznama »100 najvplivnejših žensk na svetu«, leta 2011 pa jo je razglasila za najvplivnejšo osebo leta.

## Življenje in kariera
Lady Gaga se je kot Stefani Joanne Angelina Germanotta rodila v New Yorku, New York, Združene države Amerike. Na klavir se je učila igrati od četrtega leta dalje, pri trinajstih je napisala svojo prvo klavirsko balado, pri štirinajstih pa je pričela nastopati na večerih z odprtimi karaokami.'V srednji šoli so me zafrkavali zaradi moje postave in debelosti' je povedala med nastopanjem na Mosterball tour. Pri enajstih letih se je Lady Gaga pričela šolati na zasebni rimokatoliški šoli Convent of the Sacred Heart v Upper East Side-u, Manhattan, vendar je bilo zanjo tam zelo stresno, ker njena družina ni bila premožna. Kasneje je povedala, da sta njena starša »prihajala iz družin nižjega razreda, zato smo morali delati za vse - moja mama je delala osem ur na dan v službi v nekem telekomunikacijskem podjetju in osem ur na dan v hiši, oče prav tako.« Navdušena nad muzikali je Lady Gaga v srednji šoli v šolski predstavi Guys and Dolls upodobila glavno vlogo, Adelaide, ter Philio v šolski igri Smešne stvari so se zgodile na poti v forum. Svoje akademsko življenje v srednji šoli je opisala kot »zelo osredotočeno, zelo učenjaško, zelo disciplinirano«, vendar tudi »nekoliko negotovo«, kot je povedala v nekem intervjuju: »Včasih sem se norčevala iz ljudi, ki so bili preveč provokativni ali ekscentrični, zato sem sama začela nekoliko počasneje. Z nikomer se nisem ujemala in počutila sem se kot čudakinja.« Kljub temu, da se ni ujemala s standardi, je imela v šoli veliko prijateljev. »Imela je ožjo skupino prijateljev; bila je dobra učenka. Fantje so ji bili zelo všeč, ampak petje je bilo na prvem mestu,« se spominja njen nekdanji sošolec s srednje šole. Ko se je opisala kot »ekspresivno osebo prostega duha«, je Lady Gaga reviji Elle povedala: »Sem levičarka!«
Pri sedemnajstih letih se je pričela šolati na šoli Tisch School of the Arts na univerzi v New Yorku ter živela v študentskem domu univerze na 11. ulici. Tam je študirala glasbo in s skladanjem esejev izboljšala svoje sposobnosti za pisanje pesmi, ukvarjala pa se je tudi z analitično dokumentacijo, ki se je osredotočala na umetnost, vero, družbena vprašanja in politiko. Lady Gaga je menila, da je bila veliko bolj ustvarjalna od nekaterih svojih sošolcev. »Ko se enkrat naučiš, kako moraš gledati na umetnost, lahko učiš samega sebe,« je povedala. V drugem semestru drugega leta na univerzi je opustila šolanje, da bi se osredotočila na glasbeno kariero. Njen oče se je strinjal, da ji bo eno leto plačeval najemnino za stanovanje, pod pogojem, da se bo, če bo neuspešna, ponovno vpisala na Tisch School of the Arts. »Zapustila sem svojo družino, si najela najcenejši apartma, kar sem jih lahko dobila in jedla sranje, dokler me ni nekdo začel poslušati,« je povedala.

### 2005–2008: Zgodnja kariera
Lady Gaga je pri devetnajstih letih podpisala pogodbo z založbo Def Jam Recordings, vendar je čez tri mesece pogodbo prekinila. Kmalu zatem jo je njeno bivše menedžersko podjetje predstavilo tekstopiscu in producentu RedOneu, ki je imel podpisano pogodbo s podjetjem. Prva pesem, ki jo je producirala z RedOneom, je nosila naslov »Boys Boys Boys« in je bila neke vrste mešanica med pesmijo Mötleyja Crüea, »Girls, Girls, Girls« in pesmijo glasbene skupine AC/DC, »T.N.T.« Nato se je preselila v stanovanje v Lower East Sideu, kjer je posnela nekaj pesmi s hip hop pevcem Grandmaster Melle Melom za kaseto otroške knjige The Portal in the Park Cricketa Caseyja. Skupaj z nekaj prijatelji z univerze v New Yorku je pričela z glasbeno skupino Stefani Germanotta Band. Posneli so EP s svojimi baladami v studiju pod prodajalno alkoholnih pijač v New Jerseyju, ki je postal lokalna stalnica v nočnem klubu v Lower East Sideu. Kmalu zatem je pričela eksperimentirati z nelegalnimi drogami, med tem ko je nastopala na neki prireditvi. Njen oče ni razumel razloga za odvisnost od drog, zaradi česar več mesecev nista imela nobenih stikov. Glasbeni producent Rob Fusari, ki ji je pomagal napisati nekaj začetnih pesmi, je nekatere od njenih vokalnih harmonij primerjal s Freddiejem Mercuryjem. Rob Fusari ji je kasneje pomagal ustvariti bolj opičjo Lady Gaga, po pesmi glasbene skupine Queen, »Radio Ga Ga«. Lady Gaga se je poskušala domisliti pravega imena za na oder, ko je prejela njegovo sporočilo, na katerem je pisalo »Lady Gaga.« Kasneje je razložil:
Vsak dan, ko je Stef prišla v studio, sem ji, namesto da bi jo pozdravil, začel peti pesem »Radio Ga Ga«. To je bila prva pesem, ki jo je slišala ob prihodu. [Lady Gaga] je bila pravzaprav napaka; vtipkal sem »Radio Ga Ga« in ji poslal sporočilo, vendar se je v samopopravljanju »Radio« nekako spremenil v »Lady«. Takoj mi je odpisala: »To je to.« Od tistega dne dalje je Lady Gaga. Danes nam govori: »Nikoli več mi ne recite Stefani.«
Od takrat dalje je bila poznana pod imenom Lady Gaga. Revija New York Post pa je poročala, da je ta zgodba nepravilna in da je izključno posledica tržnega sestanka. V letu 2007 je Lady Gaga sodelovala z glasbenico Lady Starlight, ki ji je pomagala ustvariti njena oblačila na odru. Par je začel igrati na koncertih v klubih, kot so Mercury Lounge, The Bitter End in Rockwood Music Hall, kjer sta bili poznani pod imenom »Lady Gaga and the Starlight Revue« (»Revija Lady Gaga in Starlight«). Ustvarjen kot »The Ultimate Pop Burlesque Rockshow« je njun duet predstavljal nizko oponašanje glasbenikov iz sedemdesetih. V avgustu 2007 sta bili Lady Gaga in Lady Starlight povabljeni na nastop na ameriškem glasbenem festivalu Lollapalooza. Festival je s strani glasbenih kritikov prejel veliko pozornosti in njun nastop je bil pohvaljen. Čeprav sta se v celotni osredotočili na avantgardno elektronsko plesno glasbo, je Lady Gaga začela svoje pop pesmi mešati z rock glasbo, kakršno sta imela David Bowie in glasbena skupina Queen.
Rob Fusari je nekaj pesmi, ki jih je ustvaril skupaj z Lady Gaga, poslal svojemu prijatelju glasbenemu producentu Vincentu Herbertu. Vincent Herbert ji je hitro ponudil pogodbo s svojo založbo, Streamline Records, katere matična založba je Interscope Records, kmalu zatem, ko sta se ti dve leta 2007 združili. Danes ima Lady Gaga Vincenta Herberta za moža, ki jo je odkril, pri čemer dodaja: »Zares čutim, da sva vplivala na pop zgodovino in to bova počela še naprej.« Ker je že delala kot pripravnica pri pisanju besedil pri založbi Famous Music Publishing, ki je kasneje postala bolj znana pod imenom Sony/ATV Music Publishing, je Gaga takoj podpisala pogodbo z založbo Sony/ATV. Posledica tega je bila, da so jo za tekstopisko najeli pevci, kot so Britney Spears, New Kids on the Block, Fergie in Pussycat Dolls. Medtem, ko je Lady Gaga pisala za založbo Interscope, je pevec in tekstopisec Akon prepoznal njene vokalne sposobnosti, ko je v studiju zapela sklice za eno izmed njegovih pesmi. Nato je prepričal vodjo založbe Interscope-Geffen-A&M, Jimmyja Iovinea, da je napisal pogodbo, s katero se je Lady Gaga pridružila njegovi založbi Kon Live Distribution, kar je kasneje imenoval »predvajalnik franšize.« Lady Gaga nadaljevala s sodelovanjem z RedOneom še teden pred izidom svojega prvega albuma, ki je kasneje vseboval tudi singla »Just Dance« in »Poker Face«. Pridružila se je založbi Cherrytree Records, katere matična založba je Interscope, katere vodja je postal Martin Kierszenbaum, s katerim je napisala štiri single, vključno s singlom »Eh, Eh (Nothing Else I Can Say)«.

### 2008–2010:The FameinThe Fame Monster
Do leta 2008 se je Lady Gaga preselila v Los Angeles, kjer je delala izključno s svojo založbo, da bi dokončala svoj prvi glasbeni album, The Fame. Kombinirala je različne zvrsti, »od bobnov in ploskanja Def Lepparda do bobnov metala in urbanske glasbe.« The Fame je prejel pozitivne ocene s strani glasbenih kritikov; po oceni spletne strani Metacritic si zasluži oceno 71/100. Album je zasedel prvo mesto na lestvicah v Združenem kraljestvu, Kanadi, Avstriji, Nemčiji, Švici in na Irskem, se uvrstil med prvih pet albumov v Avstraliji, Združenih državah Amerike in še v petnajstih drugih državah. Po svetu je album The Fame prodal več kot štirinajst milijonov kopij izvodov. Glavni singl iz albuma, »Just Dance«, je pristal na prvem mestu v šestih državah - v Avstraliji, Kanadi, na Nizozemskem, Irskem, v Združenem kraljestvu in Združenih državah Amerike, kasneje pa je prejel tudi nominacijo za Grammyja v kategoriji za »najboljši dance posnetek«. Naslednji singl iz albuma, »Poker Face«, je doživel še večji uspeh, saj je zasedel prvo mesto na lestvicah na skoraj vseh večjih glasbenih trgih po svetu, vključno z Veliko Britanijo in Združenimi državami Amerike. Prejel je nagrado v kategoriji za »najboljši dance posnetek« na 52. podelitvi Grammyjev, kjer je bil nominiran tudi v kategorijah za »pesem leta« in »posnetek leta«. Album The Fame je bil nominiran za Grammyja v kategoriji za »album leta«; prejel je Grammyja za »najboljši elektronski/dance album«.
Čeprav je na svoji prvi turneji nastopala kot spremljevalni glasbenik za skupino založbe Interscope, New Kids on the Block, je kmalu zatem začela načrtovati tudi svojo prvo samostojno turnejo, The Fame Ball Tour, ki so jo kritiki zelo hvalili in se je začela marca 2009; zaključila se je septembra tistega leta. Naslovnica številke revije Rolling Stone, ki je vsebovala letni seznam »100 najprivlačnejših ljudi«, je prikazovala delno golo Lady Gaga, kjer je nosila samo strateško postavljene plastične mehurčke. V reviji je povedala, da je imela v času, ko je začela s svojo glasbeno kariero v klubih v New Yorku, razmerje z bobnarjem neke heavy metal glasbene skupine. Njuno razmerje in razhod je opisala z besedami: »Jaz sem bila njegova Sandy in on je bil moj Danny [iz filma Brilijantina] in jaz sem enkrat enostavno prekinila najino razmerje.« Kasneje je postal navdih za nekatere pesmi iz albuma The Fame. Na podelitvi nagrad MTV Video Music Awards leta 2009 je bila nominirana za devet nagrad, pri čemur je eno tudi dobila, in sicer nagrado v kategoriji za »najboljšega novega ustvarjalca«, medtem ko je njen singl »Paparazzi« prejel nagrado v kategoriji za »najboljšo umetniško režiranje« in v kategoriji za »najboljše posebne efekte«. V oktobru leta 2009 je Lady Gaga prejela naslov »vzhajajoče zvezde« s strani revije Billboard. Udeležila se je prireditve »National Dinner« kampanje Human Rights Campaign v istem mesecu, preden je odšla na prireditev National Equality March za varstvo pripadnikov društva LGBT v Washington, D.C.
Načrtovan v letih 2008 in 2009 je EP The Fame Monster, zbirka osmih pesmi, izšel v novembru leta 2009. Vsaka pesem, ki se sooča s temnejšo stranjo slave iz osebne izkušnje med potovanjem po svetu, je prikazana preko metafore pošasti. Prvi singl iz albuma, »Bad Romance«, je pristal na prvem mestu glasbenih lestvic v osemnajstih državah, medtem ko je na lestvicah v Združenih državah Amerike, Avstraliji in Novi Zelandiji dosegel drugo mesto. Pesem je bila nominirana za Grammyja v kategoriji za »najboljši ženski pop vokalni nastop«, njen videospot pa je bil nominiran za Grammyja v kategoriji za »najboljši odlomek iz videospota«. Drugi singl iz albuma, »Telephone«, v katerem nastopa tudi pevka Beyoncé, je bil nominiran v kategoriji za »najboljše pop sodelovanje z vokali« in je postal četrti singl Lady Gaga, ki je na lestvici v Veliki Britaniji dosegel prvo mesto, medtem ko je videospot, čeprav je bil precej kontroverzen, s strani kritikov prejel v glavnem pozitivne ocene: pohvalili so ga zaradi »glasbenih in prikazovalnih podobnosti Michaelu Jacksonu ter močne seksualnosti in provokativnega instikta, primerljivega z Madonno.« Njen naslednji singl, »Alejandro«, je v videospotu, enako kontroverznem, kot je bil videospot za prejšnji singl, prikazoval Lady Gaga skupaj z modnim fotografom Stevenom Kleinom - kritiki so ji čestitali za idejo in temno naravo, vendar je katoliška skupnost ZDA Lady Gaga napadla zaradi njene uporabe bogokletja. Zaradi kontroverznosti v zvezi z videospotom je Lady Gaga postala prvi glasbeni ustvarjalec, katerega videospot si je ogledalo več kot milijarda ljudi preko spletne strani YouTube. Glasbeno je EP The Fame Monster prejel velik uspeh. Poleg mnogih drugih nagrad je EP prejel šest nominacij za Grammyja - med drugim tudi v kategoriji za »najboljši pop vokalni album« in v kategoriji za »album leta«, v kateri je bila nominirana že prejšnje leto. Uspeh albuma ji je dovolil začeti z njeno drugo samostojno turnejo, The Monster Ball Tour, samo nekaj tednov po izidu EP-ja The Fame Monster in nekaj mesecev po tem, ko je končala s svojo prvo turnejo. Kritično odobravana in komercialno uspešna turneja bo trajala več kot leto in pol, do maja 2011. Poleg tega je Lady Gaga s pesmimi iz EP-ja nastopala tudi na drugih mednarodnih dogodkih, kot je Royal Variety Performance leta 2009 kjer je pred kraljico Elizabeto II. Britansko nastopila s pesmijo »Speechless« in na podelitvi nagrad BRIT Awards leta 2010, kjer je po pesmi »Telephone« izvedla pesem »Dance in the Dark«, posvečeno pokojnemu modnemu oblikovalcu in njenemu bližnjemu prijatelju, Alexander McQueen, ki je dopolnil njen trik s klobukom na podelitvi nagrad.
Barbara Walters je Lady Gaga izbrala za enega izmed »10 najzanimivejših ljudi leta 2009« za kanal ABC News. Ko je novinarka z njo opravila intervju, je Lady Gaga zavrnila trditev, da jo imajo nekateri za interseksualno urbano legendo. Na vprašanje je odvrnila z: »Na začetku je bilo zelo čudno in vsi so na nek način govorili: 'To je res dobra zgodba!' Ampak v resnici samo sebe upodabljam v zelo androgenskem smislu, saj to naravnost obožujem!« Navdušena nad dejstvom, da začela sodelovati z organizacijo Polaroid Corporation in »se usklajevati z digitalno dobo«, kasneje pa so jo imenovali za vodjo kreativne pisarne organizacije za izdelke v preslikovanju za mednarodno optično organizacijo januarja 2010, v načrtu pa ima razvijanje modnih, tehnoloških in fotografskih izdelkov. Njeno produkcijska skupino, Mermaid Music LLC, je marca tistega leta tožil Rob Fusari; trdil je, da ima v lasti 20% dela, zaradi česar morajo z njim deliti tudi zaslužek. Odvetnik Lady Gaga, Charles Ortner, je sporazum z Robom Fusarijem opisal kot »nezakonit« in tožbo označil za »nesmiselno«, kakorkoli že, pet mesecev kasneje je sodišče New York Supreme Court tudi samo zavrnilo tožbo V aprilu je revija Time Lady Gaga uvrstila na njihov seznam »100 najvplivnejših ljudi leta«. Med intervjujem z revijo The Times je Lady Gaga dejala, da ima sistemski eritematozni lupus, večkrat imenovan samo lupus, kar je bolezen vezivnega tkiva. Kasneje je v intervjuju z Larryjem Kingom dejala, da nima lupusa, temveč »rezultate, ki so nekoliko na meji s pozitivnostjo«.

### 2010–2013:Born This Way
Opisan kot »zakon elektronske glasbe s pomembnejšimi [...] metal zvoki in ali rock 'n' rollom, popom, netematskimi melodijami z zelo kovaškim plesnim ritmom«, bo album Born This Way, drugi studijski album Lady Gaga in njene tretje izdano delo, izšel 23. maja 2011, glavni singl iz albuma pa je bil izdan že 11. februarja 2011 in povzročil pravo revolucijo. Naslov albuma je Lady Gaga oznanila v svojem zahvalnem govoru, ko je prejela nagrado v kategoriji za »videospot leta« na podelitvi nagrad MTV Video Music Awards leta 2010, Born This Way pa bo njeno tretje izdano delo v treh letih. Dejala je: »Vse skupaj se je zgodilo tako hitro. Mesece sem delala na [albumu] in zdaj, ko je končano, se počutim zelo dobro. Nekateri ustvarjalci za to potrebujejo več let. Jaz pa ne. Glasbo pišem vsak dan.« Lady Gaga je že povedala, da bo na navadni verziji zgoščenke 14 pesmi, na posebni verziji pa 17 in pet remiksov. Z eno pesmijo (You And I) je redno nastopala na turneji The Monster Ball Tour, je album označila za »največji« album desetletja, ki govori o tem, »kaj nas ponoči drži pokonci in nas straši.« Album Born This Way naj bi vseboval pesmi o »slabih otrocih, ki obiskujejo cerkev,« da bi se lahko »zabavali na najvišji stopnji«, Lady Gaga pa svojo novo glasbo opisuje kot »nekaj zelo globljega, kot lasulja ali šminka ali prekleta mesna obleka« in pevec Akon je, potem, ko je pesmi iz albuma slišal, rekel, da bo glasbo popeljala na »naslednjo stopnjo.«
Da bi pela tudi kje drugje, je Lady Gaga skupaj z Eltonom Johnom posnela originalni duet za soundtrack prihajajočega Disneyjevega filma Gnomeo and Juliet. Pesem, naslovljena kot »Hello, Hello«, bo izšla februarja leta 2011.
Drugi singel se imenuje Judas, izšel pa je 15. aprila 2011, kar je sicer 4 dni pred predvidenim izidom 19. aprila. Nagel izid pesmi je presenetil predvsem kritike, saj večina ameriških pesmi izide ob torkih. Mnogi se strinjajo, da je nadaljevanje njenega največjega hita Bad Romance, spletni portal popjustice.com pa je pesem opisal kot " hiper razvit titanski Bad Romance iz leta 2511, ki je prišel za pol tisočletja v preteklost, da glasbo ohrani pred navalom klubskih in disko pesmi."
Do izida njenega albuma, ki je izšel 23. maja 2011, je pevka izdala še nekaj promocijskih singlov, med njimi pa je pesem The Edge Of Glory tako navdušila poslušalce po celem svetu, da je pesem postala tretji uradni singel. Za četrti uradni singel Yoü And I je pevka snemala videospot 21. in 22. julija 2011, za peti singel pa je izbrala pesem Marry the Night, za katerega je najprej načrtovala, da bo prvi singel. Videospot zanj je močno osebnoizpoveden in je izšel 1. decembra 2011. Potem se je pevka osredotočila na svetovno turnejo, v katero naj bi vključila okrog 110 koncertov. Turneja se je začela 27. aprila 2012 v Južni Koreji in je obiskala Azijo, Avstralijo, Afriko, Evropo in Severno ter Južno Ameriko. Za koncert, ki se je 8. septembra 2012 zgodil v Londonu, je bilo na voljo 82.000 vstopnic, ki so bile razprodane v manj kot 50 sekundah. Tudi ponekod drugje je prišlo do podobne evforije. Vlada Južne Koreje je prepovedala obisk koncerta mlajšim od 18 let; kljub temu je bilo vrnjenih le 280 vstopnic od skupno 38.000. Zaradi zloma kolka je morala pevka svojo nadvse uspešno turnejo končati predčasno v februarju 2013; 20 koncertov je bilo tako odpovedanih.

### 2013:ARTPOP
Lady Gaga je avgusta 2012 povedala, da pripravlja nov album, ki se bo imenoval ARTPOP. Sprva je bilo napovedano, da bo prvi singel izšel v začetku leta 2013, album, ki bo hkrati tudi aplikacija za tablične računalnike in pametne telefone, pa v marcu 2013. Zaradi zloma kolka se je izid singla in albuma prestavil na poletje 2013, 12. julija pa je pevka objavila nove datume: izid singla Applause naj bi se zgodil 19. avgusta 2013, izid albuma pa 11. novembra 2013. Ker so se posamezni deli pesmi Applause začeli pojavljati na spletu, je Gaga singel izdala teden dni prej, in sicer 12. avgusta. Že v nekaj urah se je v številnih državah singel na iTunesu zavihtel na prvo mesto.
Poleg glasbenih dosežkov bo v tem letu Lady Gaga prestopila tudi na filmsko platno. Svojo premiero bo doživela v filmu Machette Kills. Film bo v kinematografe širom sveta prišel 13. septembra 2013.

## Glasbeni stil in vplivi
Na Lady Gaga so vplivali glam rock ustvarjalci, kot so David Bowie in skupina Queen, pa tudi pop glasbeni ustvarjalci, kot na primer Madonna, Britney Spears in Michael Jackson. Pesem skupine Queen, »Radio Ga Ga«, je bila navdih za njen psevdonim, »Lady Gaga«. Komentirala je: »Oboževala sem Freddieja Mercuryja in skupina Queen je imela uspešnico, imenovano 'Radio Gaga'. Zato obožujem to ime [...] Freddie je bil unikaten - ena izmed največjih osebnosti v celotni pop industriji.« Na primerjave z Madonno je Lady Gaga dejala: »Ne želim zveneti arogantno, ampak za svoj cilj sem si postavila revolucijo v pop glasbi. Zadnjo revolucijo je začela Madonna pred petindvajsetimi leti.« Za svojo inspiracijo je citirala tudi igralko in pevko Grace Jones ter pevko iz glasbene skupine Blondie, Debbie Harry.
Vokali Lady Gaga so bili večkrat primerjani z vokali Madonne ali Gwen Stefani, medtem ko strukturo njene glasbe primerjajo z odmevnim klasičnim popom iz osemdesetih ali europopom iz devetdesetih. Med ocenjevanjem njenega prvega glasbenega albuma, The Fame, je The Sunday Times napisal: »V kombinaciji z glasbo, modo, umetnost in tehnologijo Lady Gaga prikliče spomine na Madonno, Gwen Stefani, nekakšno 'Hollaback Girl', Kylie Minogue okoli leta 2001 ali Grace Jones trenutno.« Kritičarka Sarah Rodman iz revije The Boston Globe je podala podoben komentar, v katerem je dejala, da nariše »očitne inspiracije od Madonne do Gwen Stefani... v [njenem] dekliškem vendar trmastem ovinkarjenju in mehurčkastih ritmih.« Čeprav nekateri menijo, da njena besedila niso intelektualno spodbudna, »[ji] vseeno uspe ljudi pripraviti do plesa in pokazati nekaj življenja tudi z najbolj enostavnimi ritmi.« Glasbeni kritik Simon Reynolds je napisal: »Vse o Lady Gaga prihaja iz electroclash glasbe, razen glasbe, ki sicer ni nastala v osemdesetih, enostavno neusmiljen nagajiv pop, ki gre v uho, glaziran z Auto-Tuneom in izboljšanim z ritmom R&B glasbe.«
Lady Gaga je modo opredelila kot velik vpliv. Donatello Versaceja je označila za svojo muzo. Lady Gaga ima svojo lastno kreativno produkcijsko skupino, imenovano Haus of Gaga, ki jo vodi sama. Skupina oblikuje večino njenih oblek, pripomočkov, ki jih uporablja na odru in lasulj. Ljubezen do mode naj bi ji privzgojila njena mama, ki je bila po njenih besedah »vedno zelo urejena in lepa«. »Ko pišem glasbo, imam v mislih obleke, ki jih želim nositi na odru. Gre se za vse skupaj - umetnost med nastopanjem, pop umetnost med nastopanjem, modo. Zame vse pride skupaj in skupaj ustvarja resnično zgodbo, ki mi bo prinesla veliko količino zvestih oboževalcev. In njihovo zvestobo jim želim nekako poplačati. Želim si, da bi bile podobe tako resnične, da si bodo oboževalci želeli okusiti popolnoma vsak del nas.« Organizacija Global Language Monitor je Lady Gaga uvrstila na tretje mesto njihovega seznama »najboljših modnih muh« zaradi njenih »prihajajočih blagovnih znamk«. Revija Entertainment Weekly je njena oblačila uvrstila na lestvico »najboljših reči« ob koncu desetletja, zraven pa so uredniki revije napisali: »Obleka je lahko narejena iz običnega blaga ali strateško postavljenih mehurčkov, izstopanje Lady Gaga ustvari edinstvene nastope z umetnostjo, ki jih lahko opazimo na vseh vodilnih trgih.«
Kritiki so se glasbo Lady Gaga, njen smisel za modo in njeno osebnost odzvali mešano. Njen status vzornice, gonilne sile pop glasbe in modne ikone nekateri podpirajo, drugi zanikajo. Albumi Lady Gaga so bili v glavnem pohvaljeni, medtem ko so kritiki začeli nakazovati njeno unikatno mesto v pop glasbi, potrebo po novih gibanjih v popularni kulturi, pozornost, ki je Lady Gaga pripeljal do pomembnih socialnih vprašanj in njene po sebi subjektivne narave umetnosti. Njena vloga osebe, ki dviguje samozavest svojih oboževalcev je podobno hvaljena, kot njena vloga modne ikone. Njeni nastopi so opisani kot »zelo zabavni in inovativni«; zlasti nastop s pesmijo »Paparazzi« na podelitvi nagrad MTV Video Music Awards leta 2009, ki vsebuje umetno kri, je bil kanal MTV opisal kot »nastop, od katerega ne moreš odvrniti oči«. S »s krvjo prepojenim« nastopom je nadaljevala na turneji The Monster Ball Tour, kjer je nosila oprijet usnjen steznik in jo »napade« eden izmed njenih spremljevalnih plesalcev, oblečen v črno, ki ugrizne v njeno grlo, kar povzroči »krvavitev«. »Kri« steče do njenih prsi, na koncu nastopa pa leže na tla in »umre«. Njen nastop s tem prizorom v Manchestru, Anglija, je sprožil proteste družin in oboževalcev, saj je nastopila v času po lokalni tragediji, v kateri je voznik taksija umoril dvanajst ljudi. »Kar se je zgodilo v Bradfordu je še zelo sveže v mislih ljudi in vse nasilje, ki se je zgodilo nekaj ur prej v Cumbriji in vse skupaj ni bilo prav nežno,« je povedala Lynn Costello iz skupine »Mothers Against Violence« (»Mame proti nasilju«). Chris Rock je kasneje branil njen razposajeno, provokativno obnašanje. »No, ona je 'Lady Gaga',« je dejal. »Ni 'Lady Dobre Manire'. Si želite, da bi se oseba, ki se imenuje Lady Gaga, dobro obnašala? Ste pričakovali to?« Kasneje je nastopala na podelitvi nagrad MTV Video Music Awards leta 2010, kjer je nosila obleko, izpopolnjeno s škornji, torbico in kapo - vse pa je bilo prekrito z mesom mrtvih živali. Obleka, ki jo je revija Time imenovala za »modno izjavo« leta 2010, »mesno obleko«, pod katerim imenom je javnost bolje poznala obleko, pa je oblikoval argentinski modni oblikovalec Franc Fernandez. Obleka je prejela različne odzive - pohvale s strani svetovnih medijev in kritike s strani ljudi, ki se borijo za pravice živali in organizacije PETA. Lady Gaga je kasneje zanikala, da je želela z obleko pokazati nespoštovanje do katerekoli osebe ali organizacije in da je želela, da bi si obleko razlagali kot izkaz boja za človekove pravice s poudarkom na ljudi, ki so člani skupnosti LGBT.
Lady Gaga, ki svoje oboževalce obravnava kot »majhne pošasti«, je navdihnila mnoge kritike z zelo komercialno naravo njene glasbe in javne podobe. Nekaterim se ta dihotomija zdi v nasprotju s konceptom zunanje kulture. Novinarka revije The Guardian, Kitty Empire, meni, da dihotomija »... njenim oboževalcem omogoča doživeti 'transgresivno' izkušnjo, ne da bi ob tem razmišljali. Jedro [njenih nastopov] je po mojem mnenju ideja, da se Lady Gaga lahko poistosveti z izobčenci in čudaki. Na turneji The Monster Ball smo lahko vsi svobodni. To je sicer nesmiselno, saj ljudje kupujejo zelo zvito komercialno glasbo Lady Gaga v neomejenih količinah povsod po svetu z uporniškimi oblekami in hipnimi nočnimi bitji, ki jih ona sama označuje za svojo inspiracijo. Ampak Lady Gaga se zdi iskrena.« Camille Paglia je na naslovnico revije The Sunday Times 12. septembra 2010 napisala naslov članka: »Lady Gaga in smrt seksa«, v katerem navaja, da je Lady Gaga »bolj kradljivka identitete kot erotičen rušilec tabujev, manufakturni izdelek iz vseh večjih tržišč, ki trdi, da poje za čudake, upornike in izpostavljene, med tem ko sama ni nič od tega.«

## Javna podoba
V nasprotju z izstopajočim stilom Lady Gaga je New York Post njen videz ob začetku kariere opisal kot videz, ki spominja »begunko iz serije Jersey Shore« z »veliko črnimi lasmi, zelo naličenimi očmi in oprijemajočimi se oblekami, ki dosti razkrivajo.« Naravna barva las Lady Gaga je rjava; svoje lase si je prebarvala na svetlo, ker so jo pogosto zamenjevali z britansko pevko Amy Winehouse. Svoje oboževalce pogosto označi za »male pošasti« (»little monsters«) in v znak vdanosti si je dala takšen napis vtetovirati na »roko, ki drži [njen] mikrofon«. Znano je, da ima še šest drugih tatujev, med njimi tudi simbol miru, ki ga je navdihnil John Lennon, ki ga je citirala za svojega junaka, ter kodrast nemški napis na njeni levi roki, ki citira Rainerja Mario Rilkeja, njenega najljubšega filozofa, saj naj bi njegova »filozofija samote« govorila z njo. Ob koncu leta 2008 so kritiki večkrat primerjali modo Lady Gaga z modo glasbenice Christine Aguilere, kjer so navedli podobnosti med njunim stilom, frizurami in ličenjem. Christina Aguilera je dejala, da se »še nikoli ni slišala za [Lady Gaga]« in da »nisem vedela, če je [bila] moški ali ženska«. Lady Gaga je izdala izjavo, v kateri je podpirala primerjave zaradi pozornosti, ki je ponujala uporabno publiciteto, pri čemer je dodala: »Je velika zvezda in če ne drugega, bi ji lahko poslala kakšne rože, ker veliko ljudi v Ameriki sploh ni vedelo, kdo sem, dokler se ni zgodila ta reč. Na nek način me je to naredilo slavno.« Primerjave so se nehale leta 2010, ko je Christina Aguilera izdala videospot za svoj singl »Not Myself Tonight«. Kritiki so navedli podobnosti med to pesmijo in njenim videospotom z videospotom za pesem Lady Gaga, »Bad Romance«. Podobna primerjava je bila primerjava stila Lady Gaga z modno ikono Daleom Bozziom, članom glasbene skupine Missing Persons. Nekateri so menili, da sta njuni podobi presenetljivo podobni, čeprav so oboževalci glasbene skupine Missing Persons navajali, da je Dale Bozzio začetnik tega videza, saj naj bi bil takšen že trideset let. Lady Gaga je imenovala britanska spletna stran Vogue.com za enega izmed najbolje oblečenih ljudi leta 2010, njen stilist, kreativni vodja podjetja Dazed & Confused, Nicola Formichetti, pa je na podelitvi nagrad British Fashion Awards prejel nagrado v kategoriji za »modnega kreatorja leta«.
Lady Gaga svoj zgodnji uspeh kot ena izmed najslavnejših ustvarjalk pripisuje predvsem svojim homoseksualnim oboževalcem in naj bi postajala homoseksualna ikona. Na začetku svoje kariere je imela veliko težav glede tega, kako bi svoje pesmi spravila na radije, o čemer je kasneje povedala: »Zelo pomembna točka zame je bila homoseksualna skupnost. Tam sem našla toliko homoseksualnih oboževalcev in vsi so mi bili tako zvesti in res so mi dvignili razpoloženje. Vedno mi bodo stali ob strani in jaz bom vedno ob njih. Ni si lahko izoblikovati skupine oboževalcev.« Zahvalila se je organizaciji FlyLife, ki jo podpira skupnost LGBT iz Manhattna in s katero sodeluje tudi njena založba, Interscope Records, na zadnji strani albuma The Fame, kjer je napisano: »Tako rada vas imam. Vi ste bili prvi utrip srca v tem projektu in vaša podpora in briljantnost mi pomenita vse na svetu. Vedno se bom borila za pravice homoseksualne skupnosti z roko v roki s to enkratno skupino.« Eden izmed njenih prvih nastopov, predvajanih po televiziji, je bil nastop na podelitvi nagrad NewNowNext Awards maja 2008, ki je izšel na televizijskem kanalu skupnosti LGBT, Logo, kjer je zapela pesem »Just Dance«. V juniju istega leta je s pesmijo nastopila tudi na prireditvi San Francisco Pride. Po izidu albuma The Fame je razkrila, da pesem »Poker Face« govori o njeni biseksualnosti. V intervjuju z revijo Rolling Stone je govorila o tem, kako so njeni fantje reagirali na njeno biseksualnost. Dejala je: »Dejstvo, da so mi všeč tudi ženske, je vse zastraševalo. Neprijetno jim je bilo. Mislili so si: 'Ne želim trojčka. Zadovoljen sem, če sem samo s teboj.'« Ko se je pojavila v oddaji The Ellen DeGeneres Show maja 2009 je Ellen DeGeneres pohvalila, ker je »inspiracija vsem ženskam v homoseksualni skupnosti«. 11. oktobra 2009 je na prireditvi National Equality March razglasila shod v nacionalnem nakupovalnem centru, pri čemer je dodala, da je »to najpomembnejši dogodek v moji karieri.« Govor je zaključila z besedami: »Blagoslovite Boga in blagoslovite geje,« kar je bilo podobno zaključku njenega zahvalnega govora ob prejemu nagrade v kategoriji za »najboljšega novega ustvarjalca« na podelitvi nagrad MTV Video Music Awards leta 2009 mesec dni prej. Na shodu je nastopala s svojo verzijo pesmi Johna Lennona, »Imagine«, pred tem pa je povedala: »Tokrat ne bom [izvedla] ene izmed svojih pesmi, ker se tokrat ne vrti vse okoli mene, temveč okoli vas.« Originalno besedilo pesmi je spremenila tako, da je govorilo o smrti Matthewa Sheparda, študenta, ki so ga umorili zaradi njegove spolne usmerjenosti. Septembra 2010 je govorila na shodu, kjer je dejala, da bi morala ameriška vojska prenehati s politiko ne vprašaj, ne povej, ki homoseksualcem in biseksualcem prepoveduje odprto govoriti o njihovi spolni usmerjenosti ter preko spleta izdala posnetek, na katerem spodbuja svoje oboževalce, naj vzpostavijo kontakt s senatorjem njihovega območja, da bi se zavzeli za ovrženje te politike. Uredniki revije The Advocate so komentirali, da je postala »goreča zagovornica« homoseksualcev, ki ji je bodoči predsednik Barack Obama obljubil, da se bo tudi sam zavzemal za njihove pravice.
Lady Gaga je zelo vplivala na moderno kulturo in družbo, zaradi česar je univerza v Južni Karolini svojim študentom ponudila reden predmet, znan pod imenom »Lady Gaga and the Sociology of Fame« (»Lady Gaga in sociologija slave«), pri katerem je cilj »preučiti relevantne dimenzije slave Lady Gaga s spoštovanjem do njene glasbe, videospotov, mode in drugih ustvarjalnih prizadevanj«.

## Diskografija

### Albumi

#### Studijski albumi
| Leto                                                                             | Detajli albuma | Dosežki na lestvicah    | Dosežki na lestvicah | Dosežki na lestvicah | Dosežki na lestvicah | Dosežki na lestvicah | Dosežki na lestvicah | Dosežki na lestvicah | Dosežki na lestvicah | Dosežki na lestvicah | Dosežki na lestvicah | Prodaja | Certifikacije |
| Leto                                                                             | Detajli albuma | Združene države Amerike | Avstralija           | Avstrija             | Kanada               | Francija             | Nemčija              | Irska                | Nova Zelandija       | Švica                | Velika Britanija     | Prodaja | Certifikacije |
| -------------------------------------------------------------------------------- | --- | ----------------------- | -------------------- | -------------------- | -------------------- | -------------------- | -------------------- | -------------------- | -------------------- | -------------------- | -------------------- | --- | --- |
| 2008                                                                             | The Fame - Izid: 19. avgust 2008 - Založbe: Streamline, Kon Live, Cherrytree, Interscope - Formati: LP, CD, digitalno, USB | 2                       | 3                    | 1                    | 1                    | 2                    | 1                    | 1                    | 1                    | 1                    | 1                    | - Svet: 12.000.000 - Združene države Amerike: 3.937.000 - Kanada: 315.000 - Francija: 177.960 - Velika Britanija: 1.647.000 | - Združene države Amerike: 3× Platinasta - Avstralija: 3× Platinasta - Kanada: 7× Platinasta - Francija: 2× Platinasta - Nemčija: 5× Zlata - Irska: 9× Platinasta - Nova Zelandija: 5× Platinasta - Švica: 4× Platinasta - Velika Britanija: 4× Platinasta |
| 2011                                                                             | Born This Way |                         |                      |                      |                      |                      |                      |                      |                      |                      |                      | | |
| 2013                                                                             | Artpop |                         |                      |                      |                      |                      |                      |                      |                      |                      |                      | | |
| 2016                                                                             | Joanne |                         |                      |                      |                      |                      |                      |                      |                      |                      |                      | | |
| 2020                                                                             | Chromatica |                         |                      |                      |                      |                      |                      |                      |                      |                      |                      | | |
| 2025                                                                             | Mayhem |                         |                      |                      |                      |                      |                      |                      |                      |                      |                      | | |
| »—« označuje, da se album ni uvrstil na lestvico ali ni izšel na tistem območju. | |                         |                      |                      |                      |                      |                      |                      |                      |                      |                      | | |

#### Kompilacije
| Leto                                                                             | Detajli albuma | Dosežki na lestvicah    | Dosežki na lestvicah | Dosežki na lestvicah | Dosežki na lestvicah | Dosežki na lestvicah | Dosežki na lestvicah | Prodaja                                            |
| Leto                                                                             | Detajli albuma | Združene države Amerike | Avstralija           | Kanada               | Irska                | Nova Zelandija       | Velika Britanija     | Prodaja                                            |
| -------------------------------------------------------------------------------- | --- | ----------------------- | -------------------- | -------------------- | -------------------- | -------------------- | -------------------- | -------------------------------------------------- |
| 2010                                                                             | The Remix - Izdan: March 3, 2010 - Založbe: Streamline, Kon Live, Cherrytree, Interscope - Formati: LP, CD, digitalno | 6                       | 12                   | 5                    | 10                   | 9                    | 3                    | - Svet: 500.000 - Združene države Amerike: 141.000 |
| 2010                                                                             | The Singles - Izdan: 8. december 2010 - Založbe: Streamline, Kon Live, Cherrytree, Interscope - Formati: CD           | —                       | —                    | —                    | —                    | —                    | —                    |                                                    |
| »—« označuje, da se album ni uvrstil na lestvico ali ni izšel na tistem območju. | |                         |                      |                      |                      |                      |                      |                                                    |

#### EP-ji
| Leto                                                                             | Detajli albuma | Dosežki na lestvicah    | Dosežki na lestvicah | Dosežki na lestvicah | Dosežki na lestvicah | Prodaja                                                  | Certifikacije                                                     |
| Leto                                                                             | Detajli albuma | Združene države Amerike | Avstralija           | Kanada               | Francija             | Prodaja                                                  | Certifikacije                                                     |
| -------------------------------------------------------------------------------- | --- | ----------------------- | -------------------- | -------------------- | -------------------- | -------------------------------------------------------- | ----------------------------------------------------------------- |
| 2009                                                                             | The Cherrytree Sessions - Izdan: 3. februar 2009 - Label: Streamline, Kon Live, Cherrytree, Interscope - Formati: CD, digitalno       | —                       | —                    | —                    | —                    | - Združene države Amerike: 9.000                         |                                                                   |
| 2009                                                                             | Hitmixes - Izdan: 25. avgust 2009 - Založbe: Streamline, Kon Live, Cherrytree, Interscope - Formati: CD                               | —                       | —                    | 8                    | —                    |                                                          |                                                                   |
| 2009                                                                             | The Fame Monster - Izdan: 18. november 2009 - Založbe: Streamline, Kon Live, Cherrytree, Interscope - Formati: EP, CD, digitalno, USB | 5                       | 1                    | 6                    | 13                   | - Združene države Amerike: 1.349.000 - Francija: 177.122 | - Združene države Amerike: Platinasta - Avstralija: 3× Platinasta |
| »—« označuje, da se album ni uvrstil na lestvico ali ni izšel na tistem območju. | |                         |                      |                      |                      |                                                          |                                                                   |

### Singli
| Leto                                                                             | Singl                                      | Dosežki na lestvicah    | Dosežki na lestvicah | Dosežki na lestvicah | Dosežki na lestvicah | Dosežki na lestvicah | Dosežki na lestvicah | Dosežki na lestvicah | Dosežki na lestvicah | Dosežki na lestvicah | Dosežki na lestvicah | Certifikacija | Album             |
| Leto                                                                             | Singl                                      | Združene države Amerike | Avstralija           | Avstrija             | Kanada               | Francija             | Nemčija              | Irska                | Nova Zelandija       | Švica                | Velika Britanija     | Certifikacija | Album             |
| -------------------------------------------------------------------------------- | ------------------------------------------ | ----------------------- | -------------------- | -------------------- | -------------------- | -------------------- | -------------------- | -------------------- | -------------------- | -------------------- | -------------------- | --- | ----------------- |
| 2008                                                                             | »Just Dance« (skupaj s Colbyjem O'Donisom) | 1                       | 1                    | 8                    | 1                    | 14                   | 10                   | 1                    | 3                    | 8                    | 1                    | - Združene države Amerike: 4× Platinasta - Avstralija: 3× Platinasta - Kanada: 6× Platinasta - Nova Zelandija: Platinasta - Švica: 2× Platinasta - Velika Britanija: Platinasta                                               | The Fame          |
| 2008                                                                             | »Poker Face«                               | 1                       | 1                    | 1                    | 1                    | 1                    | 1                    | 1                    | 1                    | 1                    | 1                    | - Združene države Amerike: 4× Platinasta - Avstralija: 6× Platinasta - Avstrija: Zlata - Kanada: 8× Platinasta - Nemčija: 2× Platinasta - Nova Zelandija: 2× Platinasta - Švica: 3× Platinasta - Velika Britanija: Platinasta | The Fame          |
| 2009                                                                             | »Eh, Eh (Nothing Else I Can Say)«          | —                       | 15                   | —                    | 68                   | 7                    | —                    | —                    | 9                    | —                    | —                    | - Avstralija: Zlata - Nova Zelandija: Zlata | The Fame          |
| 2009                                                                             | »LoveGame«                                 | 5                       | 4                    | 6                    | 2                    | 5                    | 7                    | 30                   | 12                   | 15                   | 19                   | - Združene države Amerike: Platinasta - Avstralija: Platinasta - Kanada: 2× Platinasta - Nova Zelandija: Zlata | The Fame          |
| 2009                                                                             | »Chillin« (Wale skupaj z Lady Gaga)        | 99                      | 29                   | —                    | 73                   | —                    | —                    | 19                   | —                    | —                    | 12                   | | Attention Deficit |
| 2009                                                                             | »Paparazzi«                                | 6                       | 2                    | 3                    | 3                    | 6                    | 1                    | 4                    | 5                    | 4                    | 4                    | - Združene države Amerike: Platinasta - Avstralija: 2× Platinasta - Nemčija: Zlata - Nova Zelandija: Zlata - Švica: Zlata - Velika Britanija: Zlata                                                                           | The Fame          |
| 2009                                                                             | »Bad Romance«                              | 2                       | 2                    | 1                    | 1                    | 1                    | 1                    | 1                    | 2                    | 2                    | 1                    | - Združene države Amerike: Platinasta - Avstralija: 3× Platinasta - Kanada: 7× Platinasta - Nemčija: Platinasta - Nova Zelandija: Platinasta - Švica: Platinasta - Velika Britanija: Zlata                                    | The Fame Monster  |
| 2010                                                                             | »Telephone« (skupaj z Beyoncé)             | 3                       | 3                    | 3                    | 3                    | 3                    | 3                    | 1                    | 3                    | 4                    | 1                    | - Avstralija: 2× Platinasta - Kanada: 3× Platinasta - Nova Zeladnija: Platinasta - Švica: Zlata | The Fame Monster  |
| 2010                                                                             | »Alejandro«                                | 5                       | 2                    | 2                    | 4                    | 3                    | 2                    | 3                    | 11                   | 3                    | 7                    | - Avstralija: Platinasta - Nova Zeladnija: Zlata - Švica: Platinasta | The Fame Monster  |
| »—« označuje, da se singl ni uvrstil na lestvico ali ni izšel na tistem območju. |                                            |                         |                      |                      |                      |                      |                      |                      |                      |                      |                      | |                   |

#### Promocijski singli
| Leto                                                                             | Singl                                                                                               | Dosežki na lestvicah | Dosežki na lestvicah | Dosežki na lestvicah | Album             |
| Leto                                                                             | Singl                                                                                               | Avstralija           | Kanada               | Velika Britanija     | Album             |
| -------------------------------------------------------------------------------- | --------------------------------------------------------------------------------------------------- | -------------------- | -------------------- | -------------------- | ----------------- |
| 2008                                                                             | »Beautiful, Dirty, Rich«                                                                            | —                    | —                    | 83                   | The Fame          |
| 2008                                                                             | »Christmas Tree« (skupaj s Spaceom Cowboyjem)                                                       | —                    | 79                   | —                    | Singl brez albuma |
| 2009                                                                             | »LoveGame / Poker Face« (v živo s podelitve nagrad MuchMusic Video Awards leta 2009)                | —                    | —                    | —                    | Singl brez albuma |
| 2009                                                                             | »Dance in the Dark«                                                                                 | 24                   | 88                   | 89                   | The Fame Monster  |
| 2010                                                                             | »Poker Face / Speechless / Your Song« (v živo iz 52. podelitve Grammyjev) (skupaj z Eltonom Johnom) | —                    | 94                   | —                    | Singl brez albuma |
| »—« označuje, da se singl ni uvrstil na lestvico ali ni izšel na tistem območju. | |                      |                      |                      |                   |

### Ostali pojavi
| Leto | Pesem                            | Opombe                                                                                  |
| ---- | -------------------------------- | --------------------------------------------------------------------------------------- |
| 2008 | »Big Girl Now«                   | - Pojavi se na studijskem albumu New Kids on the Block, The Block kot soizvajalka.      |
| 2009 | »Fashion«                        | - Pojavi se na soundtracku za film iz leta 2009, Strastna zapravljivka.                 |
| 2009 | »Murder My Heart«                | - Pojavi se na studijskem albumu Michaela Boltona, One World One Love, kot soizvajalka. |
| 2009 | »Video Phone« (razširjeni remix) | - Sodelovanje z Beyoncé na ponovni izdaji njenega albuma I Am... Sasha Fierce.          |

### Ostale uspešne pesmi
| Leto                                                                             | Naslov                                                        | Dosežki na lestvicah    | Dosežki na lestvicah | Dosežki na lestvicah | Dosežki na lestvicah | Dosežki na lestvicah | Album                |
| Leto                                                                             | Naslov                                                        | Združene države Amerike | Avstralija           | Kanada               | Nova Zelandija       | Velika Britanija     | Album                |
| -------------------------------------------------------------------------------- | ------------------------------------------------------------- | ----------------------- | -------------------- | -------------------- | -------------------- | -------------------- | -------------------- |
| 2008                                                                             | »The Fame«                                                    | —                       | 73                   | —                    | —                    | —                    | The Fame             |
| 2008                                                                             | »Starstruck« (skupaj z Spaceom Cowboyjem in Flo Rido)         | —                       | —                    | —                    | —                    | 191                  | The Fame             |
| 2008                                                                             | Big Girl Now (New Kids on the Block skupaj z Lady Gaga)       | —                       | —                    | 84                   | —                    | —                    | The Block            |
| 2009                                                                             | »Video Phone« (razširjeni remix) (Beyoncé skupaj z Lady Gaga) | 65                      | 31                   | —                    | 32                   | —                    | I Am... Sasha Fierce |
| 2009                                                                             | »Monster«                                                     | —                       | 80                   | —                    | 29                   | 68                   | The Fame Monster     |
| 2009                                                                             | »Speechless«                                                  | 94                      | —                    | 67                   | —                    | 88                   | The Fame Monster     |
| 2009                                                                             | »So Happy I Could Die«                                        | —                       | —                    | —                    | —                    | 84                   | The Fame Monster     |
| 2009                                                                             | »Teeth«                                                       | —                       | —                    | —                    | —                    | 107                  | The Fame Monster     |
| »—« označuje, da se singl ni uvrstil na lestvico ali ni izšel na tistem območju. |                                                               |                         |                      |                      |                      |                      |                      |

### Videospoti
| Leto | Naslov                                                        | Režiser(ji)                  |
| ---- | ------------------------------------------------------------- | ---------------------------- |
| 2008 | »Just Dance« (skupaj s Colby O'Donisom)                       | Melina Matsoukas             |
| 2008 | »Beautiful, Dirty, Rich«                                      | Melina Matsoukas             |
| 2008 | »Poker Face«                                                  | Ray Kay                      |
| 2009 | »Eh, Eh (Nothing Else I Can Say)«                             | Joseph Kahn                  |
| 2009 | »LoveGame«                                                    | Joseph Kahn                  |
| 2009 | »Chillin« (Wale skupaj z Lady Gaga)                           | Chris Robinson               |
| 2009 | »Paparazzi«                                                   | Jonas Åkerlund               |
| 2009 | »Bad Romance«                                                 | Francis Lawrence             |
| 2009 | »Video Phone« (razširjeni remix) (Beyoncé skupaj z Lady Gaga) | Hype Williams                |
| 2010 | »Telephone« (skupaj z Beyoncé)                                | Jonas Åkerlund               |
| 2010 | »Alejandro«                                                   | Steven Klein                 |
| 2011 | »Born This Way«                                               | Nick Knight                  |
| 2011 | »Judas«                                                       | Lady Gaga & Laurieann Gibson |
| 2011 | »The Edge of Glory«                                           | Haus of Gaga                 |
| 2011 | TBA                                                           | Lady Gaga                    |

## Turneje
- The Fame Ball Tour (2009)
- The Monster Ball Tour (2009 – 11)
- BORN THIS WAY BALL TOUR (2012-2013)

## Nagrade in nominacije

### American Music Awards
| Leto | Delo      | Kategorija                            | Osvojeno? |
| ---- | --------- | ------------------------------------- | --------- |
| 2009 | Lady Gaga | Ustvarjalec leta                      | Ne        |
| 2009 | Lady Gaga | Nagrada za prebojnega ustvarjalca     | Ne        |
| 2009 | Lady Gaga | Najljubša pop/rock ženska ustvarjalka | Ne        |
| 2009 | The Fame  | Najljubši pop/rock album              | Ne        |
| 2010 | Lady Gaga | Ustvarjalec leta                      | Ne        |
| 2010 | Lady Gaga | Najljubša pop/rock ženska ustvarjalka | Da        |

### ARIA Music Awards
| Leto | Delo      | Kategorija                             | Osvojeno? |
| ---- | --------- | -------------------------------------- | --------- |
| 2010 | Lady Gaga | Najpopularnejši mednarodni ustvarjalec | Ne        |

### ASCAP Awards
| Leto | Delo                                       | Kategorija                | Osvojeno? |
| ---- | ------------------------------------------ | ------------------------- | --------- |
| 2010 | »Just Dance« (skupaj s Colbyjem O'Donisom) | Največkrat izvedene pesmi | Da        |
| 2010 | »Paparazzi«                                | Največkrat izvedene pesmi | Da        |

### BET Awards
| Leto | Delo                             | Kategorija            | Osvojeno? |
| ---- | -------------------------------- | --------------------- | --------- |
| 2010 | »Video Phone« (skupaj z Beyoncé) | Videospot leta        | Da        |
| 2010 | »Video Phone« (skupaj z Beyoncé) | Najboljše sodelovanje | Ne        |

### BillboardAwards

#### BillboardYear End Chart Awards
| Leto | Delo          | Kategorija                              | Osvojeno? |
| ---- | ------------- | --------------------------------------- | --------- |
| 2009 | Lady Gaga     | Najboljši novi ustvarjalec              | Da        |
| 2009 | Lady Gaga     | Najbolje digitalno prodajan ustvarjalec | Da        |
| 2009 | Lady Gaga     | Najboljše pesmi pop ustvarjalca         | Da        |
| 2009 | Lady Gaga     | Canadian Hot 100 - Ustvarjalec          | Da        |
| 2009 | Lady Gaga     | Najboljši dance/elektroski ustvarjalec  | Da        |
| 2009 | The Fame      | Najboljši elektronski/dance album       | Da        |
| 2009 | The Fame      | Evropskih 100 najboljših albumov        | Da        |
| 2009 | »Poker Face«  | Evropskih 100 najboljših pesmi          | Da        |
| 2010 | Lady Gaga     | Ustvarjalec leta                        | Da        |
| 2010 | Lady Gaga     | Najboljši dance/elektroski ustvarjalec  | Da        |
| 2010 | Lady Gaga     | Ustvarjalec leta - Ženski               | Da        |
| 2010 | The Fame      | Najboljši elektronski/dance album       | Da        |
| 2010 | The Fame      | Evropskih 100 najboljših albumov        | Da        |
| 2010 | »Bad Romance« | Evropskih 100 najboljših pesmi          | Da        |

#### LatinBillboardMusic Awards
| Leto | Delo      | Kategorija                              | Osvojeno? |
| ---- | --------- | --------------------------------------- | --------- |
| 2010 | Lady Gaga | Mednarodni ustvarjalec leta             | Ne        |
| 2010 | Lady Gaga | Mednarodni ustvarjalec leta, solistični | Da        |

#### BillboardTouring Awards
| Leto | Delo      | Kategorija                                       | Osvojeno? |
| ---- | --------- | ------------------------------------------------ | --------- |
| 2010 | Lady Gaga | Najboljši preboj                                 | Da        |
| 2010 | Lady Gaga | Najboljše organiziranje in promoviranje koncerta | Da        |

### BMI Awards
| Leto | Delo                                       | Kategorija      | Osvojeno? |
| ---- | ------------------------------------------ | --------------- | --------- |
| 2010 | »Just Dance« (skupaj s Colbyjem O'Donisom) | Nagrajena pesem | Da        |
| 2010 | »Poker Face«                               | Nagrajena pesem | Da        |
| 2010 | »LoveGame«                                 | Nagrajena pesem | Da        |

### Brit Awards
| Leto | Delo      | Kategorija                                | Osvojeno? |
| ---- | --------- | ----------------------------------------- | --------- |
| 2010 | Lady Gaga | Najboljši samostojni ženski ustvarjalec   | Da        |
| 2010 | Lady Gaga | Najboljši mednarodni prebojni ustvarjalec | Da        |
| 2010 | The Fame  | Najboljši mednarodni album                | Da        |

### Channel Thailand Music Video Awards
| Leto | Delo         | Kategorija                  | Osvojeno? |
| ---- | ------------ | --------------------------- | --------- |
| 2009 | Lady Gaga    | Mednarodni ustvarjalec      | Da        |
| 2009 | Lady Gaga    | Mednarodni novi ustvarjalec | Ne        |
| 2009 | »Poker Face« | Mednarodni videospot        | Da        |

### Echo Awards
| Leto | Delo         | Kategorija                       | Osvojeno? |
| ---- | ------------ | -------------------------------- | --------- |
| 2010 | Lady Gaga    | Mednarodni ženski ustvarjalec    | Da        |
| 2010 | Lady Gaga    | Mednarodni novinec               | Da        |
| 2010 | The Fame     | Mednaroden/nacionalni album leta | Ne        |
| 2010 | »Poker Face« | Mednarodna/nacionalna pesem leta | Da        |

### ESKA Music Awards
| Leto | Delo      | Kategorija                 | Osvojeno? |
| ---- | --------- | -------------------------- | --------- |
| 2009 | Lady Gaga | Najboljši novi ustvarjalec | Da        |

### Fonogram Awards
| Leto | Delo     | Kategorija                        | Osvojeno? |
| ---- | -------- | --------------------------------- | --------- |
| 2010 | The Fame | Mednarodni moderni pop/rock album | Da        |

### GLAAD Media Awards
| Leto | Delo      | Kategorija                       | Osvojeno? |
| ---- | --------- | -------------------------------- | --------- |
| 2010 | Lady Gaga | Izstopajoči glasbeni ustvarjalec | Da        |

### Grammyji
| Leto | Delo                                       | Kategorija                          | Osvojeno? |
| ---- | ------------------------------------------ | ----------------------------------- | --------- |
| 2009 | »Just Dance« (skupaj s Colbyjem O'Donisom) | Najboljši dance posnetek            | Ne        |
| 2010 | The Fame                                   | Album leta                          | Ne        |
| 2010 | The Fame                                   | Najboljši elektronski/dance album   | Da        |
| 2010 | »Poker Face«                               | Pesem leta                          | Ne        |
| 2010 | »Poker Face«                               | Posnetek leta                       | Ne        |
| 2010 | »Poker Face«                               | Najboljši dance posnetek            | Da        |
| 2011 | The Fame Monster                           | Album leta                          | Ne        |
| 2011 | The Fame Monster                           | Najboljši pop vokalni album         | Da        |
| 2011 | »Bad Romance«                              | Najboljši ženski pop vokalni nastop | Da        |
| 2011 | »Bad Romance«                              | Najboljši odlomek iz videospota     | Da        |
| 2011 | »Telephone« (skupaj z Beyoncé)             | Najboljše pop sodelovanje z vokali  | Ne        |
| 2011 | »Dance In The Dark«                        | Najboljši dance posnetek            | Ne        |

### International Dance Music Awards
| Leto | Delo                                       | Kategorija                       | Osvojeno? |
| ---- | ------------------------------------------ | -------------------------------- | --------- |
| 2009 | Lady Gaga                                  | Preboj samostojnega ustvarjalca  | Da        |
| 2009 | »Just Dance« (skupaj s Colbyjem O'Donisom) | Najboljša pop dance pesem        | Da        |
| 2009 | »Just Dance« (skupaj s Colbyjem O'Donisom) | Najboljši videospot              | Ne        |
| 2010 | Lady Gaga                                  | Najboljši samostojni ustvarjalec | Ne        |
| 2010 | The Fame Monster                           | Najboljši album                  | Ne        |
| 2010 | »Bad Romance«                              | Najboljši videospot              | Da        |
| 2010 | »Bad Romance«                              | Najboljša pop dance pesem        | Ne        |

### Japan Gold Disc Awards
| Leto                       | Delo      | Kategorija                            | Osvojeno? |
| -------------------------- | --------- | ------------------------------------- | --------- |
| 2010                       | Lady Gaga | Najboljši novi mednarodni ustvarjalec | Da        |
| Najboljši novi ustvarjalec | Lady Gaga | Da                                    |           |

### Los Premios 40 Principales
| Leto | Delo          | Kategorija                  | Osvojeno? |
| ---- | ------------- | --------------------------- | --------- |
| 2009 | »Poker Face«  | Mednarodna pesem leta       | Ne        |
| 2010 | Lady Gaga     | Mednarodni ustvarjalec leta | Da        |
| 2010 | »Bad Romance« | Mednarodna pesem leta       | Da        |

### Meteor Music Awards
| Leto | Delo             | Kategorija                  | Osvojeno? |
| ---- | ---------------- | --------------------------- | --------- |
| 2010 | Lady Gaga        | Najboljša mednarodna ženska | Da        |
| 2010 | The Fame Monster | Najboljši mednarodni album  | Ne        |

### MOBO Awards
| Leto | Delo      | Kategorija                       | Osvojeno? |
| ---- | --------- | -------------------------------- | --------- |
| 2009 | Lady Gaga | Najboljši mednarodni ustvarjalec | Ne        |

### MTV Awards

#### Los Premios MTV Latinoamérica
| Leto | Delo         | Kategorija                            | Osvojeno? |
| ---- | ------------ | ------------------------------------- | --------- |
| 2009 | Lady Gaga    | Najboljši mednarodni pop ustvarjalec  | Ne        |
| 2009 | Lady Gaga    | Najboljši novi mednarodni ustvarjalec | Da        |
| 2009 | »Poker Face« | Pesem leta                            | Da        |
| 2009 | »Poker Face« | Najboljše zvonenje telefona           | Ne        |

#### MTV Australia Awards
| Leto | Delo         | Kategorija           | Osvojeno? |
| ---- | ------------ | -------------------- | --------- |
| 2009 | Lady Gaga    | Prebojni ustvarjalec | Ne        |
| 2009 | »Poker Face« | Najboljši videospot  | Ne        |

#### MTV Video Music Brasil
| Leto | Delo      | Kategorija                  | Osvojeno? |
| ---- | --------- | --------------------------- | --------- |
| 2009 | Lady Gaga | Mednarodni ustvarjalec leta | Ne        |
| 2010 | Lady Gaga | Mednarodni ustvarjalec leta | Ne        |

#### MTV Europe Music Awards
| Leto | Delo                           | Kategorija                       | Osvojeno? |
| ---- | ------------------------------ | -------------------------------- | --------- |
| 2009 | Lady Gaga                      | Najboljši novi ustvarjalec       | Da        |
| 2009 | Lady Gaga                      | Najboljša ženska                 | Ne        |
| 2009 | Lady Gaga                      | Najboljši nastop v živo na svetu | Ne        |
| 2009 | Lady Gaga                      | Najboljši umetnik v živo         | Da        |
| 2009 | »Poker Face«                   | Najboljša pesem                  | Ne        |
| 2010 | Lady Gaga                      | Najboljša ženska                 | Da        |
| 2010 | Lady Gaga                      | Najboljši umetnik v živo         | Da        |
| 2010 | Lady Gaga                      | Najboljši pop                    | Da        |
| 2010 | »Bad Romance«                  | Najboljša pesem                  | Da        |
| 2010 | »Telephone« (skupaj z Beyoncé) | Najboljši videospot              | Ne        |

#### MTV Video Music Awards Japan
| Leto | Delo                             | Kategorija                         | Osvojeno? |
| ---- | -------------------------------- | ---------------------------------- | --------- |
| 2010 | "Poker Face"                     | Videospot leta                     | Ne        |
| 2010 | "Poker Face"                     | Najboljši dance videospot          | Ne        |
| 2010 | "Poker Face"                     | Najboljši ženski videospot         | Ne        |
| 2010 | "Poker Face"                     | Najboljši karaoke posnetek         | Da        |
| 2010 | »Video Phone« (skupaj z Beyoncé) | Najboljše sodelovanje v videospotu | Ne        |

#### MTV Video Music Awards
| Leto | Delo                           | Kategorija                 | Osvojeno? |
| ---- | ------------------------------ | -------------------------- | --------- |
| 2009 | »Poker Face«                   | Videospot leta             | Ne        |
| 2009 | »Poker Face«                   | Najboljši ženski videospot | Ne        |
| 2009 | »Poker Face«                   | Najboljši pop videospot    | Ne        |
| 2009 | »Poker Face«                   | Najboljši novi ustvarjalec | Da        |
| 2009 | »Paparazzi«                    | Najboljše režiranje        | Ne        |
| 2009 | »Paparazzi«                    | Najboljše urejanje         | Ne        |
| 2009 | »Paparazzi«                    | Najboljši posebni efekti   | Da        |
| 2009 | »Paparazzi«                    | Najboljša kinematografija  | Ne        |
| 2009 | »Paparazzi«                    | Najboljša umetniška režija | Da        |
| 2010 | »Bad Romance«                  | Videospot leta             | Da        |
| 2010 | »Bad Romance«                  | Najboljši ženski videospot | Da        |
| 2010 | »Bad Romance«                  | Najboljši pop videospot    | Da        |
| 2010 | »Bad Romance«                  | Najboljši dance Videospot  | Da        |
| 2010 | »Bad Romance«                  | Najboljša umetniška režija | Ne        |
| 2010 | »Bad Romance«                  | Najboljša koreografija     | Da        |
| 2010 | »Bad Romance«                  | Najboljša kinematografija  | Ne        |
| 2010 | »Bad Romance«                  | Najboljše režiranje        | Da        |
| 2010 | »Bad Romance«                  | Najboljše urejanje         | Da        |
| 2010 | »Bad Romance«                  | Najboljši posebni efekti   | Ne        |
| 2010 | »Telephone« (skupaj z Beyoncé) | Videospot leta             | Ne        |
| 2010 | »Telephone« (skupaj z Beyoncé) | Najboljše sodelovanje      | Da        |
| 2010 | »Telephone« (skupaj z Beyoncé) | Najboljša koreografija     | Ne        |
| 2010 | »Video Phone« (with Beyoncé)   | Najboljši ženski videospot | Ne        |
| 2010 | »Video Phone« (with Beyoncé)   | Najboljši pop Videospot    | Ne        |
| 2010 | »Video Phone« (with Beyoncé)   | Najboljše sodelovanje      | Ne        |
| 2010 | »Video Phone« (with Beyoncé)   | Najboljša umetniška režija | Ne        |
| 2010 | »Video Phone« (with Beyoncé)   | Najboljša koreografija     | Ne        |

### MuchMusic Video Awards
| Leto | Delo                           | Kategorija                                      | Osvojeno? |
| ---- | ------------------------------ | ----------------------------------------------- | --------- |
| 2009 | Poker Face                     | Najboljši videospot mednarodnega ustvarjalca    | Da        |
| 2009 | Poker Face                     | Izbira ljudstva: Najljubši mednarodni videospot | Ne        |
| 2010 | »Telephone« (skupaj z Beyoncé) | Najboljši videospot mednarodnega ustvarjalca    | Ne        |
| 2010 | »Telephone« (skupaj z Beyoncé) | Izbira ljudstva: Najljubši mednarodni videospot | Ne        |

### Nickelodeon Kids' Choice Awards
| Leto | Delo        | Kategorija             | Osvojeno? |
| ---- | ----------- | ---------------------- | --------- |
| 2010 | Lady Gaga   | Najljubša ženska pevka | Ne        |
| 2010 | »Paparazzi« | Najljubša pesem        | Ne        |

### NME Awards
| Leto | Delo         | Kategorija                       | Osvojeno? |
| ---- | ------------ | -------------------------------- | --------- |
| 2010 | Lady Gaga    | Najbolje oblečen                 | Da        |
| 2010 | Lady Gaga    | Najboljši samostojni ustvarjalec | Ne        |
| 2010 | Lady Gaga    | Najslabše oblečen                | Da        |
| 2010 | Lady Gaga    | Antagonist leta                  | Ne        |
| 2010 | The Fame     | Najslabši album                  | Ne        |
| 2010 | »Poker Face« | Najboljši plesalec na tleh       | Ne        |

### NRJ Music Awards
| Leto | Delo                           | Kategorija                                            | Osvojeno?          |
| ---- | ------------------------------ | ----------------------------------------------------- | ------------------ |
| 2010 | Lady Gaga                      | Mednarodni preboj leta                                | Da                 |
| 2010 | The Fame                       | Mednarodni album leta                                 | Ne                 |
| 2010 | Poker Face                     | Mednarodna pesem leta                                 | Ne                 |
| 2011 | Lady Gaga                      | Mednarodna ženska ustvarjalka leta                    | Še neznan rezultat |
| 2011 | Lady Gaga                      | Ustvarjalec v živo leta                               | Še neznan rezultat |
| 2011 | Bad Romance                    | Mednarodna pesem leta                                 | Še neznan rezultat |
| 2011 | »Telephone« (skupaj z Beyoncé) | Mednarodna glasbena skupina/sodelovanje/podjetje leta | Še neznan rezultat |
| 2011 | »Telephone« (skupaj z Beyoncé) | Videospot leta                                        | Še neznan rezultat |

### People's Choice Awards
| Leto | Delo                           | Kategorija                     | Osvojeno?          |
| ---- | ------------------------------ | ------------------------------ | ------------------ |
| 2010 | Lady Gaga                      | Najljubši prebojni ustvarjalec | Da                 |
| 2010 | Lady Gaga                      | Najljubši pop ustvarjalec      | Da                 |
| 2011 | Lady Gaga                      | Najljubši ženski ustvarjalec   | Še neznan rezultat |
| 2011 | Lady Gaga                      | Najljubši pop ustvarjalec      | Še neznan rezultat |
| 2011 | »Telephone« (skupaj z Beyoncé) | Najljubši videospot            | Še neznan rezultat |
| 2011 | »Telephone« (skupaj z Beyoncé) | Najljubša pesem                | Še neznan rezultat |

### Premios Oye
| Leto | Delo             | Kategorija                 | Osvojeno? |
| ---- | ---------------- | -------------------------- | --------- |
| 2009 | Lady Gaga        | Najboljši novi ustvarjalec | Da        |
| 2009 | The Fame         | Album leta                 | Da        |
| 2009 | »Poker Face«     | Posnetek leta              | Da        |
| 2010 | The Fame Monster | Album leta                 | Da        |
| 2010 | »Bad Romance«    | Posnetek leta              | Ne        |
| 2010 | »Alejandro«      | Posnetek leta              | Ne        |

### Q Awards
| Leto | Delo                                       | Kategorija                   | Osvojeno? |
| ---- | ------------------------------------------ | ---------------------------- | --------- |
| 2009 | Lady Gaga                                  | Prebojni ustvarjalec         | Ne        |
| 2009 | »Just Dance« (skupaj s Colbyjem O'Donisom) | Najboljši videospot          | Da        |
| 2010 | Lady Gaga                                  | Q Award for Best Female      | Ne        |
| 2010 | Lady Gaga                                  | Najboljši ustvarjalec v živo | Ne        |

### Teen Choice Awards
| Leto | Delo                                       | Kategorija                                 | Osvojeno? |
| ---- | ------------------------------------------ | ------------------------------------------ | --------- |
| 2009 | Lady Gaga                                  | Izbira glasbe: Ženski ustvarjalec          | Ne        |
| 2009 | Lady Gaga                                  | Izbira glasbe: Prebojni ustvarjalec        | Ne        |
| 2009 | Lady Gaga                                  | Izbira slavnega plesalca                   | Ne        |
| 2009 | The Fame                                   | Album (ženska ustvarjalka)                 | Ne        |
| 2009 | »Just Dance« (skupaj s Colbyjem O'Donisom) | Izbira glasbe: Sodelovanje                 | Da        |
| 2009 | »Poker Face«                               | Izbira glasbe: Singl                       | Ne        |
| 2010 | Lady Gaga                                  | Izbira glasbe: Ženski ustvarjalec          | Da        |
| 2010 | Lady Gaga                                  | Izbira modne ikone rdečih preprog — Ženska | Ne        |
| 2010 | Lady Gaga                                  | Izbira poletne glasbene zvezde — Ženska    | Da        |
| 2010 | The Fame Monster                           | Izbira glasbe: Album — Pop                 | Ne        |
| 2010 | »Bad Romance«                              | Izbira glasbe: Singl                       | Ne        |
| 2010 | »Telephone« (skupaj z Beyoncé)             | Izbira glasbe: Sodelovanje                 | Ne        |
| 2010 | »Alejandro«                                | Poletna izbira: Pesem                      | Ne        |

### The Record of the Year
| Leto | Delo         | Kategorija | Osvojeno? |
| ---- | ------------ | ---------- | --------- |
| 2009 | »Poker Face« | -          | Da        |
| 2010 | »Telephone«  | -          | Ne        |

### TRL Video Music Awards
| Leto | Delo      | Kategorija        | Osvojeno? |
| ---- | --------- | ----------------- | --------- |
| 2010 | Lady Gaga | Nagrada prve dame | Ne        |
| 2010 | Lady Gaga | Najboljši videz   | Ne        |

### UK Music Video Awards
| Leto | Delo          | Kategorija                     | Osvojeno? |
| ---- | ------------- | ------------------------------ | --------- |
| 2009 | »Paparazzi«   | Najboljši mednarodni videospot | Da        |
| 2010 | »Bad Romance« | Najboljši mednarodni videospot | Da        |

### Urban Music Awards
| Leto | Delo         | Kategorija          | Osvojeno? |
| ---- | ------------ | ------------------- | --------- |
| 2009 | »Poker Face« | Najboljši videospot | Ne        |

### Vh1 "Do Something!" Awards
| 2010 | Lady Gaga | Najboljši glasbeni ustvarjalec | Ne |

### Virgin Media Music Awards
| Leto | Delo                                       | Kategorija                     | Osvojeno?          |
| ---- | ------------------------------------------ | ------------------------------ | ------------------ |
| 2009 | Lady Gaga                                  | Iskalec publicitete brez sramu | Da                 |
| 2009 | Lady Gaga                                  | Najboljši novinec              | Ne                 |
| 2009 | Lady Gaga                                  | Najboljša samostojna ženska    | Ne                 |
| 2009 | Lady Gaga                                  | Uporabnik Twitterja leta       | Ne                 |
| 2009 | Lady Gaga                                  | Najprivlačnejša ženska         | Ne                 |
| 2009 | The Fame                                   | Najboljši album                | Da                 |
| 2009 | »Just Dance« (skupaj s Colbyjem O'Donisom) | Najboljša pesem                | Ne                 |
| 2010 | Lady Gaga                                  | Najprivlačnejša ženska         | Še neznan rezultat |
| 2010 | Lady Gaga                                  | Najboljši umetnik v živo       | Še neznan rezultat |
| 2010 | Lady Gaga                                  | Najboljša samostojna ženska    | Še neznan rezultat |
| 2010 | Lady Gaga                                  | Legenda leta                   | Še neznan rezultat |
| 2010 | Lady Gaga                                  | Iskalec publicitete brez sramu | Še neznan rezultat |
| 2010 | Lady Gaga in Beyoncé                       | Najboljše sodelovanje          | Še neznan rezultat |
| 2010 | »Telephone« (skupaj z Beyoncé)             | Najboljši videospot            | Še neznan rezultat |
| 2010 | »Telephone« (skupaj z Beyoncé)             | Najboljši singl                | Še neznan rezultat |
| 2010 | »Alejandro«                                | Najslabša pesem                | Še neznan rezultat |

### World Music Awards
| Leto | Delo         | Kategorija                               | Osvojeno? |
| ---- | ------------ | ---------------------------------------- | --------- |
| 2010 | Lady Gaga    | Najboljši pop/rock ustvarjalec           | Da        |
| 2010 | Lady Gaga    | Najboljši novi ustvarjalec               | Da        |
| 2010 | Lady Gaga    | Najbolje prodajani ustvarjalec v Ameriki | Da        |
| 2010 | The Fame     | Najboljši album leta                     | Da        |
| 2010 | »Poker Face« | Najboljša pesem leta                     | Da        |